# Cuevas Bajas
Cuevas Bajas – gmina w Hiszpanii, w prowincji Malaga, w Andaluzji, o powierzchni 16,53 km². W 2011 roku gmina liczyła 1494 mieszkańców.